# Ordre de precedència
La precedència és, en llenguatge diplomàtic, la preferència que es dona als agents diplomàtics a efectes de protocol, segons el seu rang i antiguitat en el càrrec.
En la diplomàcia bilateral es determina per la classe del cap de missió, i dins d'ella per l'antiguitat en el país, ja que es determina sigui per la data de presentació de les seves cartes credencials, sigui per la comunicació de l'arribada al país i consegüent presentació de cartes d'estil, criteri a elegir per l'estat receptor que l'ha d'aplicar amb caràcter uniforme per a tots els estats.
En la diplomàcia multilateral la precedència s'estableix per l'ordre alfabètic dels estats, utilitzant per a això el nom del país en l'idioma usat en l'organització. El mateix criteri d'ordre alfabètic s'aplica a les missions observadores, les quals es col·loquen darrere de les missions permanents.
En l'àmbit consular la precedència s'estableix per la categoria del cap d'oficina, i dins d'elles, per la data de concessió de l'exequàtur. Usualment, dins de cada categoria es dona la preferència als caps d'oficina de carrera sobre els honoraris.